# Берцано ди Сан Пиетро
Берца̀но ди Сан Пиѐтро (на италиански: Berzano di San Pietro; на пиемонтски: Bersan, Берсан) е село и община в Северна Италия, провинция Асти, регион Пиемонт. Разположено е на 424 m надморска височина. Населението на общината е 415 души (към 31 декември 2018 г.).

## Култура

### Религиозни центрове
- Католическа енорийска църква „Св. апостол Яков“ (Chiesa di San Giacomo Apostolo), 16 век
- Католическа енорийска църква „Св. апостоли Петър и Павел“ (Chiesa dei Santi Pietro e Paolo Apostoli), 1570 г.
- Католическа църква „Пресвета Богородица“ (Chiesa della Santissima Trinità), 15 – 16 век
- Католически параклис „Св. Йоан кръстител“ (Cappella di San Giovanni Battista), 12 век
- Католически параклис на Блажената Дева на Оропа (Cappella della Beata Vergine d′Oropa), 1673 г.
- Католически параклис „Св. Грат“ (Cappella di San Grato), 1691 г., във Вале Червазио